# Portsmouth (Ohio)
Portsmouth és una població dels Estats Units a l'estat d'Ohio. Segons el cens del 2000 tenia una població d'habitants.

## Demografia
Segons el cens del 2000, Portsmouth tenia 20.909 habitants, 9.120 habitatges, i 5.216 famílies. La densitat de població era de 749,6 habitants per km².
Dels 9.120 habitatges en un 25,9% hi vivien nens de menys de 18 anys, en un 37,9% hi vivien parelles casades, en un 15,6% dones solteres, i en un 42,8% no eren unitats familiars. En el 37,3% dels habitatges hi vivien persones soles el 17,8% de les quals corresponia a persones de 65 anys o més que vivien soles. El nombre mitjà de persones vivint en cada habitatge era de 2,19 i el nombre mitjà de persones que vivien en cada família era de 2,87.
Per edats la població es repartia de la següent manera: un 22% tenia menys de 18 anys, un 11,3% entre 18 i 24, un 25,9% entre 25 i 44, un 21,2% de 45 a 60 i un 19,6% 65 anys o més.
L'edat mediana era de 38 anys. Per cada 100 dones de 18 o més anys hi havia 78,3 homes.
La renda mediana per habitatge era de 23.004 $ i la renda mediana per família de 31.237 $. Els homes tenien una renda mediana de 31.521 $ mentre que les dones 20.896 $. La renda per capita de la població era de 15.078 $. Aproximadament el 18,3% de les famílies i el 23,6% de la població estaven per davall del llindar de pobresa.

## Poblacions més properes
El següent diagrama mostra les poblacions més properes.